# M12 motorway (Nordirland)
Der M12 motorway (englisch für ‚Autobahn M12‘) ist eine durchgängig vierstreifige Autobahn in Nordirland, die bei Craigavon in südlicher Richtung von der M1 abzweigt.

## Geschichte
In den 1960er Jahren kamen Pläne auf, eine Überbevölkerung Belfasts vermeiden zu wollen, indem man einen neuen, geplanten Großstadtraum außerhalb der Grenzen von Belfast erschaffen würde. Das Projekt sollte schließlich im Raum zwischen den bereits existierenden Orten Portadown und Lurgan umgesetzt werden. Um Verkehrsprobleme von Anfang an zu vermeiden, plante man eine Stadtautobahn in West-Ost-Richtung entlang der neuen Stadt. Als man mit dem Bau der M1 bei Belfast begann, war zunächst geplant, die M1 unmittelbar mit der geplanten Stadtautobahn zu verbinden, so dass die Stadtautobahn das westliche Endstück der M1 geworden wäre.
Die Trasse für die M1 wurde schließlich jedoch einige Kilometer weiter nach Norden verlegt, um sie westlich bis Dungannon weiterführen zu können. Um die geplante Stadtautobahn dennoch mit der M1 zu verbinden, wurde parallel zum Ausbau der M1 im Bereich von Craigavon die M12 als Verbindungsautobahn gebaut, welche im November 1967 eröffnet wurde. Als sich immer mehr abzuzeichnen begann, dass die nordirische Bevölkerung nicht wie erwartet explosionsartig wachsen würde und die künstliche Stadt nur geringen Zuwachs verzeichnen konnte, verwarf man in den 80er Jahren die Pläne für die Stadtautobahn vollständig. Auf der geplanten Trasse der Stadtautobahn verläuft heutzutage größtenteils eine einfache Landstraße.

## Ausbaupläne
Anfang der 1960er Jahre existierten noch Überlegungen, die M12 als Autobahn oder Schnellstraße südlich bis zur A3 zu verlängern. Schon Ende der 1960er Jahre gab man die Pläne auf und baute stattdessen nur eine einfache Landstraße auf der geplanten Trasse. Seitdem gab es keine Erweiterungspläne mehr für den mittlerweile ohnehin verkehrstechnisch relativ unbedeutenden Autobahnabschnitt. 1991 wurde eine zusätzliche Rampe an der Auffahrt zur M1 fertiggestellt, so dass man nun auch von Westen kommend auf die M12 wechseln kann.